# Phi Phi
Phi Phi-øerne (Thai: หมู่เกาะพีพ eller Koh Phi Phi) er en øgruppe i det sydlige Thailand mellem den større ø Phuket og fastlandet. Øerne hører administrativt under Krabi. Den største af øerne er Phi Phi Don, som er beboet.
I turistsæsonen er der fast færgeforbindelse fra Phi Phi Don til Phuket, Ko Lanta og Krabi.
Phi Phi øerne er den mest profitable nationalpark i Thailand, med en årsindtægt på 669 mio. baht (ca. 130 mio. DKK) i sæson 2016-2017.

## Tsunamien 2004
Den 26. december 2004 blev Phi Phi-øerne ramt af en kraftig tsunami, udløst af et jordskælv i Det Indiske Ocean og det meste af Phi Phi Don blev ødelagt. Efter tsunamien var cirka 70 % af bygninger på øen ødelagt. I slutning af juli 2005 var dødstallet opgjort til ca. 850 personer, og omkring 1200 var fortsat savnet. Af Phi Phi Dons fastboende mistede 104 børn enten en eller begge forældre.
Den 31. oktober, 2005, foreslog vice premierminister, Pinit Jarusombat, at man skulle forbyde hoteller og restauranter på Phi Phi Don, og indføre en grænse for hvor mange turister, der skulle kunne opholde sig samtidigt på øen, dette blev dog ikke gennemført. Fra den 6. december, 2005, havde øen 1500 hotelværelser, og et tsunami-alarmsystem blev installeret af den thailandske regering med hjælp fra frivillige.

## Maya Baystranden
På den næststørste ø, i øgruppen Phi Phi Leh, er filmen The Beach (dansk Stranden), med Leonardo DiCaprio fra 2000 optaget, baseret på en roman af samme navn. Romanens hovedperson talte om den fælde, som backpackere (rygsæksrejsende), ligesom ham selv, falder i, når de rejser rundt i Thailand. Alle besøger de samme steder, fra Bangkoks Khao San Road og den 46 meter liggende Buddha-figur i Wat Po-templet til fuldmånefester på Koh Samui (egentligt Koh Phangan). Han får en håndtegnet kort over en hemmelig idyllisk ø beliggende i Ang Thong-marineparken, som han i stedet beslutter sig for at finde. Filmskaberne var ikke klar over, at de, ved at benytte Maya Bay på dengang nærmest ukendte Phi Phi til optagelserne, ville få stedets turisme til at eksplodere med op til 6.000 besøgende om dagen.
Maya Beach blev i 2024 placeret som nummer tre på Lonely Planets liste over verdens 20 bedste strande.
Den cirka 250 meter lange og op til 15 meter dybe, 4,8 hektar store Maya Bay, bugten med Stranden i filmen, blev efterfølgende en så stor turistattraktion, at miljøet tog alvorligt skade. 80 % af bugtens koraller døde grundet dagligt besøg i højsæsonen af op til 600 long-tailbåde og speedbåde med omkring 5.000 turister, på årsbasis cirka 1 million besøgende. De lokale myndigheder besluttede derfor i september 2017, at Maya Bay fremover skulle være lukket i turistsæsonen, fra juni til september. Fra januar 2018 besluttede myndighederne i Krabi at begrænse antallet af daglige besøgende til stranden: "Når dagskvoten er fuld må bådoperatørerne bede yderlige gæster vente til næste dag".
I september 2018 kunne marinbiologer konstatere, at korallerne på Maya Beach var i en sund forbedring. Det blev overvejet at etablere en flydende landgangsbro på den modsatte side af øen, så bådene fremover ikke skulle ind i bugten og kaste anker, når de ankom med besøgende turister. Thailands Department of National Parks, Wildlife and Plant Conservation (DNP) besluttede imidlertid, at Maya-stranden ikke skulle genåbnes som planlagt den 30. september, men forblive lukket på ubestemt tid, indtil naturen blev genetableret til det oprindelige stade. Den højeste koncentration af levende koraller i oktober var på 19,93 %, en stigning på 0,65 % siden lukningen, mens det mest beskadigede strandområde kun havde 2,83 % tilbage, trods en forøgelse på 0,93%. I det tredje område, som bugten blev inddelt i, var bestanden af levende koraller kun forøget med 0,18 %. Med en koraltilvækst på mindre end en procent mente National Park, Wildlife and Plant Conservation Department (DNP) at bugten behøvede længere tid til genopretning, men at vækstraten ville gradvist øges over tid, og koralrevet derved kunne restituere sig selv, hvis det fik ro. Total lukning af "stranden" forventedes at vare i fire til fem år.
En simpel metode til at forbedre koralvæksten i Maya-bugten, viste sig at være lim. Man kunne lime afrevne korallers døde ende på klipperne og efter en uges tid begyndte korallerne selv at få fat. Limen opløstes efterfølgende af vandet. Hårde koraller gror mellem en og tre centimeter om året. Koralrev er basen i det maritime økosystem og giver føde og ly for mange arter af marine liv. Når koraller er sunde flytter marine liv ind, og fisk, blæksprutter og skildpadder kan komme tilbage.
Maya-stranden genåbnede for turisme i januar 2022, dog med begrænsninger. Både blev ikke tilladt at sejle ind i bugten og højst otte speedbåde kan ankre op udenfor. Besøgstallet maksimeredes til 300 persone ad gangen.

### Retssag om miljøskader
I september 2022 beordrede Thailands højesteret Skovbrugsministeriet til at genoprette Maya Bay, som blev miljøskadet under optagelserne af den berømte Hollywood-film The Beach i 1998. Sagen blev rejst af Krabi Provincial Administration Organisation sammen med 17 andre sagsøgere, der oprindeligt anlagde en civil miljøsag mod landbrugsministeren, der i 1998 var Skovbrugsministeriet. Der var blandt andet påstande om økologisk hærværk, da importerede palmer blev plantet, for at gøre den "perfekte" strand endnu mere perfekt. Området blev dog senere også beskadiget af tsunamien i 2004. Skovbrugsministeriet havde givet tilladelse til filmskaberen Twentieth Century-Fox og deres thailandske agent Santa International Film Production, som indvilgede i at betale 10 millioner baht (cirka 2 millioner kroner) til naturfredning.

## Viking Cave (Vikingegrotten)
Viking Cave (thai: Tham Phaya Nak), er en grotte på den nordøstlige side af øen Phi Phi Leh, overfor den berømte Maya Bay. Hulens thailandske navn Tham Pya Nak blev givet af kong Rama IX (1927-2016), da han besøgte Viking Cave i 1972. Der er en sten i hulen, som ligner hovedet på en stor slange i buddhismen, Nagaen, og kongen opkaldte hulen efter denne.
Viking Cave indeholder vægmalerier af elefanter og forskellige både, blandt andre europæiske, arabiske og kinesiske sejlskibe. Efter al sandsynlighed er malerierne ret nylige og sandsynligvis lavet af såkaldte Sea Gypsies (havsigøjnere), mere korrekt Urak Lawoi, eller pirater, som stoppede i hulen for at søge ly under uvejr, eller for at overføre last og reparere både. Navnet "Vikingegrotten" skyldes at nogle af bådmalerierne ligner vikingeskibe med dragehoved ("Scandinavian drakkar"). Vikinghulen er, for at beskytte malerier og fuglereder anvendt til Bird Nest Soup (fuglereddesuppe), kun delvis åben for turisme. Bambus-stilladserne (som kan skimtes på billedet) anvendes til at høste de kostbare spiselige fuglereder, der har en værdi omkring 2.500 USD (ca. 15.000 DKK) pr. kilo.